# Embilta

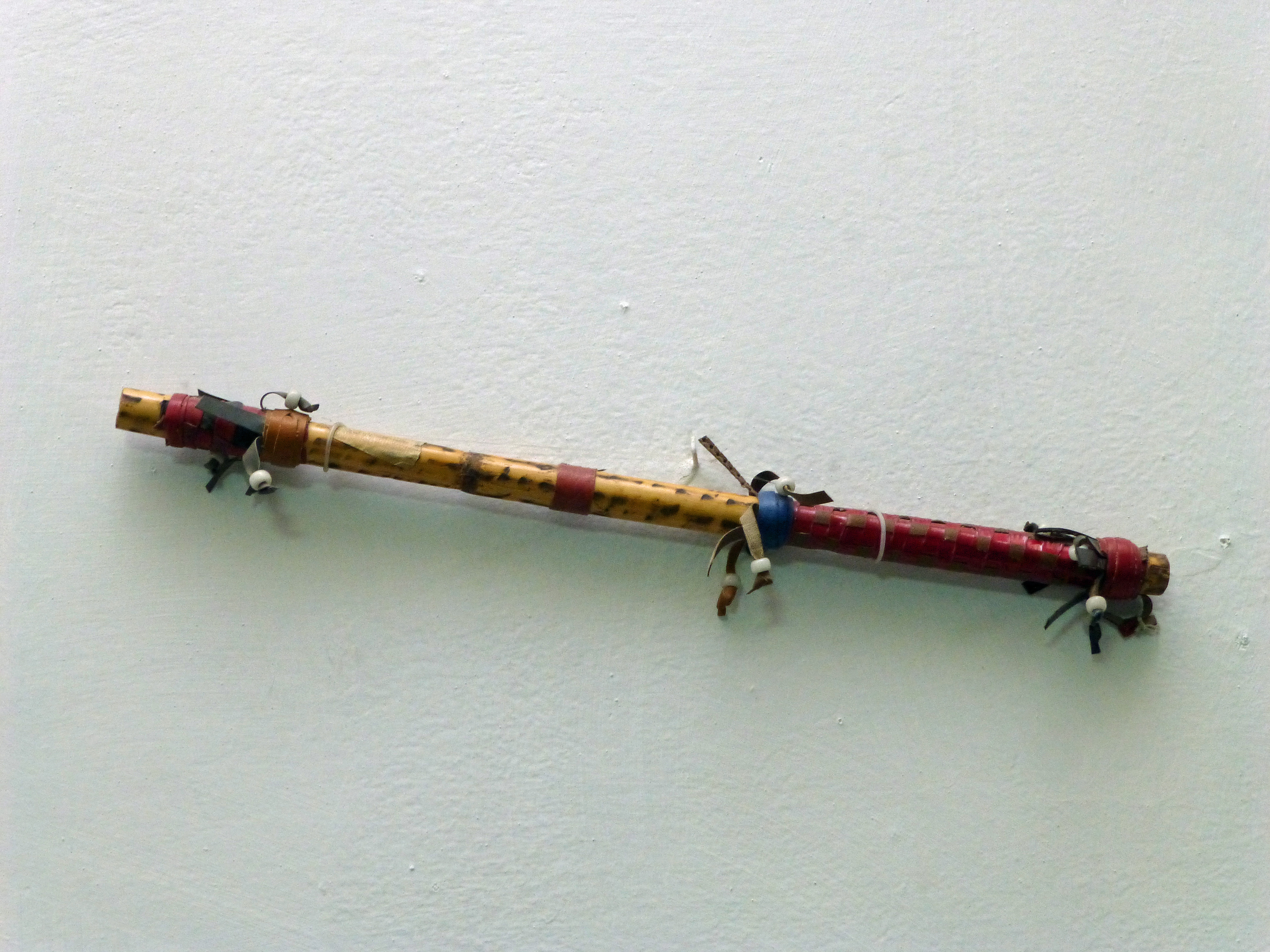
Embilta aus Bambus, teilweise mit Lederstreifen umwickelt und mit Brandflecken dekoriert. Nationalmuseum Addis Abeba

Embilta (amharisch አምቢልታ), auch embiltā, əmbilta, imbilta, Plural embiltawoc, ist eine offene Längsflöte aus Bambus oder einer Metallröhre ohne Fingerlöcher, die im Hochland von Äthiopien hauptsächlich von den Tigray und Amharen sowie von den Tigre in Eritrea bei Familienfeiern und anderen zeremoniellen Anlässen gespielt wird. Die ihrer Form nach sehr alte Flöte bringt hauptsächlich einen Ton hervor und wird stets in einem Ensemble von drei Flötisten mit unterschiedlich gestimmten Instrumenten geblasen.

## Herkunft und Verbreitung
Längsflöten aus Knochen oder Pflanzenstängeln gelten als die entwicklungsgeschichtlich ältesten Blasinstrumente, älter als Querflöten. Eintonflöten sind einzeln für musikalische Zwecke kaum verwendbar und dienen hauptsächlich als Signalinstrumente. Um mehr als einen Ton und Melodien erzeugen zu können, führte die Entwicklung zur Verwendung von mehreren parallel verbundenen Eintonflöten mit unterschiedlichen Stimmungen, also zur Panflöte, oder – materialsparender und effizienter – zu Flöten mit Grifflöchern. Eine weitere provisorische Möglichkeit, um den Tonumfang zu erweitern, wird in Uganda bei einer Flöte mit zwei Grifflöchern angewandt, indem der Spieler die hohle Faust zur Verlängerung der Spielröhre ansetzt. Bei dortigen Signalflöten mit nur einem Griffloch verändert der Spieler die Tonhöhe durch eine größere Schräghaltung der Flöte an den Lippen. Allgemeiner üblich ist die Technik von Obertonflöten, durch Überblasen von fingerlochlosen Flöten einige Töne der Naturtonreihe über dem Grundton zu erzeugen.
Eintonflöten wie die embilta und Naturtrompeten, die ohne die genannten Möglichkeiten zur Erweiterung des Tonumfangs auf nur einem Ton geblasen werden, bilden in vielen Regionen Afrikas ein melodiefähiges Orchester aus dem Zusammenspiel von mehreren gleichen Instrumenten unterschiedlicher Tonhöhen. Hierzu gehört bei den Berta im sudanesisch-äthiopischen Grenzgebiet das Orchester aus ungefähr einem Dutzend Kalebassentrompeten waza. Ähnliche Orchester aus Kalebassen- oder Holztrompeten sind aus dem Kongo bekannt. Auch in rituellen Zusammenhängen quer geblasene Trompeten wie Elfenbeintrompeten und Antilopenhörner, etwa im südlichen Afrika das phalaphala, wurden und werden entsprechend eingesetzt. Die Khoisan im südlichen Afrika bliesen früher mehrere Eintonflöten zur Tanzbegleitung, heute benutzen die Venda hierfür mehrere Vier-Ton-Panflöten nyanga oder nanga. Flöten aus Bambus oder Holz in Ghana erreichen auch mit Fingerlöchern nicht mehr als eine Oktave Tonumfang, darunter sind Flöten, die nur zwei oder vier Töne hervorbringen. Letztere werden ähnlich wie die Eintonflöten in einem Flötenensemble eingesetzt.

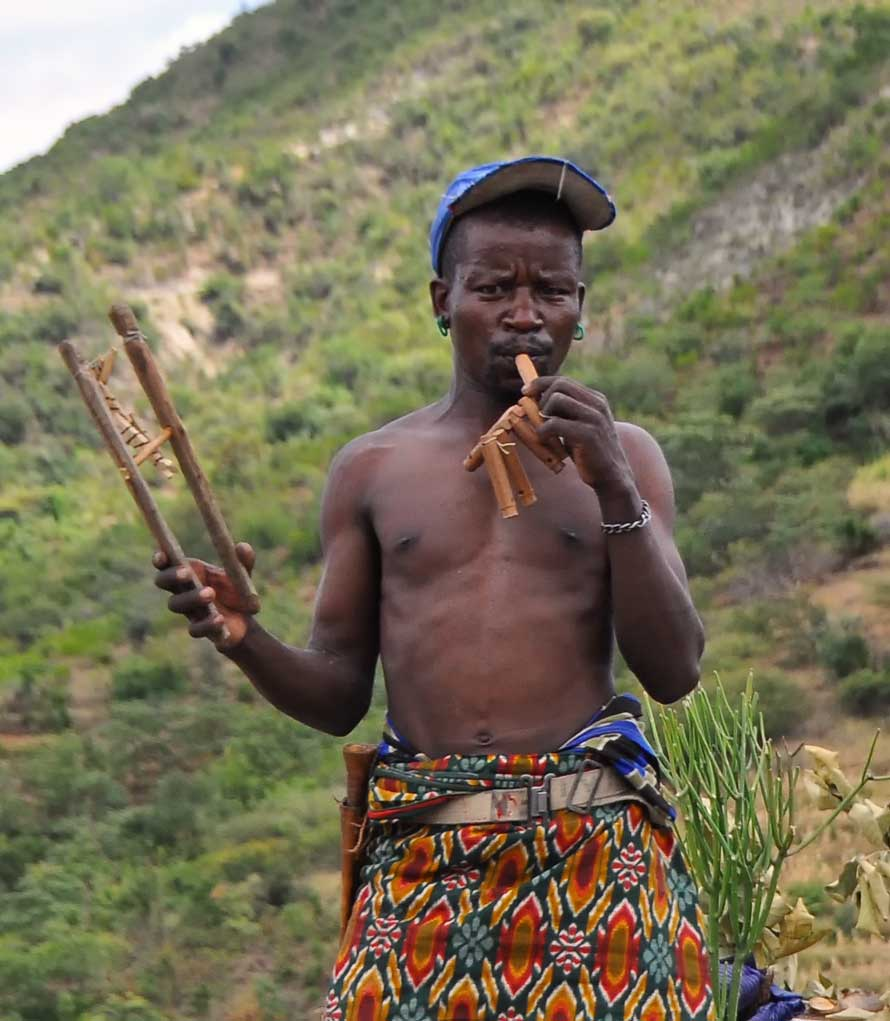
Ein Konso-Musiker in Südäthiopien mit einer Eintonflöte in Form eines Panflötenbündels und einer Holzklapper

Ein besonderes Flötenensemble steht im Zentrum der Musik der Dirasha, einer Sprachgruppe um die Kleinstadt Gidole auf den südäthiopischen Ausläufern des Hochlandes nahe der kenianischen Grenze (Region YeDebub). Es besteht aus einem Set von 24 gedackten Bambusflöten, die fila genannt werden und 7 bis 76 Zentimeter lang sind. Mit 24 Mitgliedern kann ein fila-Ensemble theoretisch Musik in jeder Tonart spielen. Die fila besitzt eine scharfe Anblaskante am rechtwinklig abgeschnittenen oberen Ende und wird längs geblasen. Junge Männer spielen die fila, während sie mit Rasseln an den Füßen bei zeremoniellen Anlässen der Gemeinschaft im Kreis tanzen.
Für das wechselweise Zusammenspiel solcher Instrumente führte J. H. Kwabena Nketia (1962) den Begriff Hoquetus (englisch hocket) ein. Der aus der europäischen Musiktheorie stammende Begriff wird bis heute für diese Spielweise verwendet, etwa auch für den alternierenden Einsatz der Eintonflöte hindewhu mit einer Gesangsstimme bei zentralafrikanischen Pygmäen, ungeachtet einer grundsätzlichen Kritik, dass sich damit afrikanische Vorstellungen nur selten genau wiedergeben lassen.
Allgemein sind Flöten stark mit magischen Vorstellungen verbunden, nicht nur der mit einer menschlichen Stimme verglichene Klang von Hirtenflöten (vgl. die auf dem Balkan gespielte kaval). In Ostafrika sollen üblicherweise nur von Männern gespielte Flöten unter anderem Regen machen, Sturm verhüten, den Milchfluss der Kuheuter anregen, Lebensspender für den vergöttlichten Herrscher sein oder wie die Querflöte ludaya bei Beschneidungsritualen hilfreich sein. Zu den wenigen afrikanischen Querflöten gehören in Ostafrika ferner die chivoti und die ibirongwe, ansonsten sind Längsflöten mit zwei bis sechs Grifflöchern am häufigsten.
Die bei den Amharen beliebteste Flöte ist die meist aus Bambus gefertigte Längsflöte washint mit vier bis fünf Grifflöchern ohne Daumenloch und mit 30 bis 35 Zentimetern Länge. Die washint wird schräg angeblasen und ausschließlich in der Unterhaltungsmusik verwendet. Eine weitere, der embilta ähnliche Längsflöte ohne Grifflöcher ist die hindeeru der Arbore im Südwesten von Äthiopien an der kenianischen Grenze. Die hindeeru ist eine 30 bis 40 Zentimeter lange zylindrische Holzröhre mit einer scharfen Anblaskante am oberen Rand und wird solistisch von Mädchen geblasen.

## Bauform
Zu einem Ensemble gehören drei embiltawoc in einer Länge zwischen 65 und 110 Zentimeter mit Röhren aus Bambus oder Metall, deren Durchmesser maximal 3 bis 5 Zentimeter beträgt. Embiltawoc werden stets in einem Set von drei unterschiedlich langen Exemplaren hergestellt, die Größen sind jedoch nicht einheitlich festgelegt. Einige Bambusflöten, die in den 1960er Jahren für die Universität Addis Abeba gesammelt wurden, sind 76 bis 95 Zentimeter lang und messen 2,5 bis 3 Zentimeter im Durchmesser.
Die Amharen im zentralen Hochland und die Tigray, die im nördlich angrenzenden Gebiet Tembien in der Region Tigray leben, verwenden zur Herstellung einen knotenfreien Bambusabschnitt (Internodium), während die nordwestlich in der Gegend von Aksum in der derselben Region lebenden Tigray Flöten aus einer Metallröhre bevorzugen. Die Metallröhren müssen nur passend abgesägt werden und bleiben ansonsten unbearbeitet, dagegen werden die Bambusflöten ganz oder teilweise mit Leder- oder Stoffstreifen dekorativ umwickelt. Obwohl sich die musikethnologischen Forschungen zu Äthiopien auf die säkulare Musik des Hochlands konzentrieren, treten auch dort nach wie vor Unklarheiten zutage. Timkehet Teffera (2002) erkennt zweierlei Anblasöffnungen. Beim einen Typ sei das obere Ende rechtwinklig abgeschnitten und besitze eine für Endkantenflöten übliche scharfe Anblaskante. Beim zweiten Typ befinde sich an einer Seite eine kurze U-förmige Aussparung, gegen deren untere Kante der Musiker bläst. So beschreibt auch zuvor Michael Powne (1963) die drei von ihm untersuchten Bambusflöten. Aus zwischenzeitlich durchgeführten Untersuchungen schließt Teffera (2009), dass alle embiltawoc über eine scharfe Kante am rechtwinkligen oberen Ende angeblasen werden. Der Musiker hält die embilta hierbei wie die washint schräg an die Lippen, damit die Blasluft frei gegen die Kante streichen kann. Der U-förmige Ausschnitt bei manchen Flöten befindet sich am unteren Ende. Er bestimmt somit die akustische Länge der Spielröhre und kann bei der Herstellung zum Stimmen der Tonhöhe bemessen werden. Eine weitere Möglichkeit zur nachträglichen Korrektur der Tonhöhe bietet ein Tonloch, das in seltenen Fällen neben dem U-förmigen Ausschnitt nahe am unteren Ende eingebohrt wird.
Die drei Flöten eines Sets tragen unterschiedliche Bezeichnungen, die vermutlich auf ihre Tonhöhe oder ihre musikalische Funktion im Ensemble zurückgehen. Bei den Tigray in Tembien heißt die kürzeste Flöte shanqit („Schwarze/r“), die mittlere dankera („Tanz, Freude, Jubel“) und die längste zinjero („Affe“). Die Tigray von Aksum und die Amharen bezeichnen die kurze Flöte als meri („Führer“), die mittlere als difin („etwas Verschlossenes“) und die lange Flöte als yima oder ima.

## Spielweise
Die embilta ist ein charakteristischer Bestandteil der musikalischen Tradition des zentralen äthiopischen Hochlandes, das seit dem 13. Jahrhundert kulturell von den Amharen und Tigray geprägt und politisch bis 1974 von der salomonischen Dynastie beherrscht wurde. Früher gehörte die embilta zur zeremoniellen Musik an den Königshäusern, zusammen mit der heute verschwundenen großen Kesseltrommel negarit und der Langtrompete malakat. Der Gesandte der französischen Regierung Casimir Mondon-Vidailhet (1847–1910) war Berater des äthiopischen Kaisers Menelik II. (reg. 1889–1913) und neben Sylvia Pankhurst der einzige Äthiopienkenner, der detailliert über die säkulare Musik jener Zeit berichtet. Das wechselweise (hoquetusartige) Spiel mehrerer Flöten bei höfischen Zeremonien vergleicht Mondon mit der Spielpraxis alter russischer Militärorchester, womit er offenbar die russischen Hornbläser meint. Wer diese Flötenorchester spielte, schildert der amerikanische Großwildjäger James Edwin Baum (1887–1955), der 1926/27 eine Expedition durch Äthiopien unternahm, über die er das Buch Savage Abyssinia (1927) schrieb. Die embilta-Musik, die er am Hof von Ras Hailu Tekle Haymanot (1868–1950), dem Herrscher über die Provinz Godscham hörte, wurde von 20 schwarzen Sklaven (amharisch schankilla) gespielt. Jeder Sklave produzierte mit seiner Bambusflöte einen Ton, sobald er an der Reihe war. Die Töne waren einzeln oder zu mehreren zusammen zu hören und im Zusammenklang ergab sich ein „wilder schwungvoller Marsch“. James Baum vermutete, dass die Melodien nicht vom äthiopischen Hochland, sondern aus der Heimat der nilotischen Musiker an der sudanesischen Grenze stammten. Für eine höfische Zeremonialmusik im Hochland erscheint eine solche Herkunft aus einer gänzlich anderen Kulturregion jedoch unwahrscheinlich.
Die Musiker lebten meist am Hof des Königs und waren ausschließlich für die höfische Musik zuständig. Embilta-Ensembles spielten zum Empfang von Gästen und bei der Verkündung von Gesetzen, aber vermutlich kaum außerhalb des offiziellen Bereichs. Deshalb erlangte die embilta in der Unterhaltungsmusik der Amharen und Tigray keinen festen Platz und wird heute nur selten gespielt. Aufgrund ihrer einstigen zeremoniellen Rolle ist die embilta Männern vorbehalten und darf von Frauen und Kindern nicht gespielt werden.
Die Tigray und die mit ihnen verwandten Tigre in Eritrea setzen ein aus drei Mitgliedern bestehendes embilta-Ensemble manchmal für eine festliche Atmosphäre bei traditionellen Hochzeiten ein, außerdem bei Feiertagen der orthodoxen Kirche und beim Begräbnis bedeutender Persönlichkeiten. Ein Flötenensemble begleitet den Zug der Trauernden mit dem Sarg zum Bestattungsort. Die hierfür vorgesehene Musik darf bei keinem anderen Anlass aufgeführt werden. Embilta-Ensembles der Tigray treten hauptsächlich in den Städten Mek’ele, Adigrat, Aksum und im Gebiet Tembien auf. Bei den Amharen blieb die embilta-Musiktradition am Ende des 20. Jahrhunderts lediglich noch im Gedächtnis ehemaliger Hofmusiker erhalten und wird heute von Jugendlichen kaum noch gepflegt.
Für die Koordination des Zusammenspiels bewegen sich die Musiker ständig leicht umeinander herum und neigen in bestimmten Abständen den Oberkörper seitlich in Richtung der Flöte nach vorn. Jeder Musiker findet zu Anfang eines Stücks in eine eigene rhythmische Struktur, die er im weiteren Verlauf beibehält und die im Zusammenklang eine melodische Phrase ergibt. Dies gelingt den Musikern nur dann befriedigend, wenn sie über Jahre gemeinsam auftreten.
Es ist möglich und wird auch häufig praktiziert, bei der embilta durch Überblasen Obertöne in einem Bereich von bis zu zwei Oktaven über dem Grundton zu erzeugen. Der Grundton ist selten zu hören. Die Musiker können die erste Oktave sowie darüber Quinte und Quarte produzieren, wobei sich ihr Spiel üblicherweise auf Oktave und Quinte beschränkt. Die Töne entsprechen im System der vier traditionellen pentatonischen Tonreihen (qenet oder qinitoc) des zentralen Hochlandes, tizita, bati, anchihoye und ambassel, der Melodiekategorie tizita. Festgelegt sind auch die betonten Zählzeiten, die jeder Musiker zu spielen hat. Die Zuhörer können die komplexe rhythmische Form, die sich aus der Verzahnung der Tonfolgen ergibt, unterschiedlich wahrnehmen. Die embilta wird laut Timkehet Teffera (2009) in keiner anderen Instrumentalbesetzung und nicht zur Gesangsbegleitung eingesetzt. György Martin (1967) zufolge wird jedoch die Begleitung von Tänzen, die hauptsächlich aus Gesang, Händeklatschen und der Fasstrommel kebero besteht, gelegentlich um Melodieinstrumente wie der einsaitigen Fiedel masinko oder drei embiltawoc erweitert.